# 2020年亞足聯團結盃
2020年亞足聯團結盃是第 2 屆亞足聯團結盃賽事，是一項由亞洲足球協會舉辦的國際足球錦標賽。
在2016年4月，賽事最初建議在2020年9月舉行，但及後改到在2020年12月。在2019年5月，賽期再度改到在2020年3月。亞洲足協最後在2019年9月17日宣佈賽事會在2020年11月30日至12月13日期間舉行
。由於COVID-19大流行，亞足聯於2020年9月10日宣布取消2020年賽事，下一屆賽事將於2024年舉行。2023年11月，根据亚足联竞赛委员会的决定，亞足聯團結盃正式取消。
尼泊爾為本屆賽事之衛冕球隊。

## 參賽球隊
賽事最多會有十隊參賽。球隊只要既不晉身到2022年國際足協世界盃外圍賽第三圈賽事中，也不是晉身到2023年亞足聯亞洲盃外圍賽第三圈中，可方合資格參賽。他們包括：
- 六隊在2022年世界盃及2023年亞洲盃聯合外圍賽中的第一圈被淘汰的球隊。
- 四隊在2023年亞洲盃外圍賽附加賽圈被淘汰的球隊。

| 球隊     | 晉級途徑            | 晉級日期      | 過往賽事參賽經歷 | 過往最佳成績  |
| -------- | ------------------- | ------------- | ---------------- | ------------- |
| 不丹     | 亞洲區第一圈 負方   | 2019年6月11日 | 0 (首次)         | —             |
|          | 亞洲區第一圈 負方   | 2019年6月11日 | 1 (2016)         | 殿軍 (2016)   |
| 东帝汶   | 亞洲區第一圈 負方   | 2019年6月11日 | 1 (2016)         | 分組賽 (2016) |
|          | 亞洲區第一圈 負方   | 2019年6月11日 | 1 (2016)         | 季軍 (2016)   |
| 巴基斯坦 | 亞洲區第一圈 負方   | 2019年6月11日 | 0 (首次)         | —             |
| 澳門     | 亞洲區第一圈 負方   | 2019年6月27日 | 1 (2016)         | 亞軍 (2016)   |
| 關島     | 亞洲盃附加賽圈 負方 | N/A           |                  |               |
| 中華臺北 | 亞洲盃附加賽圈 負方 | N/A           |                  |               |

1. ↑  粗體表示為當屆賽事的冠軍。斜體表示為當屆賽事的主辦國。
2. ↑  巴基斯坦原先已晉身2016年賽事，但最後放棄參賽。所以這次是巴基斯坦第一次參賽。
3. ↑  因為斯里蘭卡發生恐怖襲擊，澳門決定不派隊參加次回合賽事[6]。亞足聯把事件匯報予國際足協[7]，國際足協在2019年6月27日宣佈該場賽事斯里蘭卡以 3–0 勝出，最後斯里蘭卡晉身到第二圈[8]。

## 外部連結
- AFC Solidarity Cup, the-AFC.com